# 1950年イギリスグランプリ
1950年イギリスグランプリ (III RAC British Grand Prix,  XI Grand Prix d'Europe) は、1950年のF1世界選手権第1戦として、1950年5月13日にシルバーストン・サーキットで開催された。
同年ヨーロッパグランプリを冠し、またこの年に始まったF1世界選手権の第1戦であり、国王ジョージ6世とエリザベス皇后・マーガレット王女とルイス・マウントバッテン夫妻らも観戦した。

## 概要
1950年のF1世界選手権開始に伴い、年に複数のレースを行い個々のレース結果に基づきポイントを与え、その合算結果にて年間ランキングを決めるようになったが、その第1戦はこの戦後3回目の開催となった1950年5月13日のイギリスGPであった。このレースは第10回ヨーロッパグランプリも兼ねていたが、こちらはF1賞典とは関係なく、現在のヨーロッパグランプリとは位置付けが違う。これは厳密に言うとグランプリ=レースではないためこの様な複雑な表現になる。ここで使用するグランプリという言葉については、グランプリ (モータースポーツ)を参照。
レースが開催されたシルバーストン・サーキットは、第二次世界大戦終結後に閉鎖された軍用飛行場跡地を利用して1948年に設置されたサーキットである。当初は現在のコースの内側にもセクションをもつ5.906kmのサーキットとしてオープンしたが、F1が開催されるようになって以来、主にコーナーが8個しかない外周のみのレイアウトでレースが行われるようになった。しかしながら、3つしかコーナーがないサーキットですらF1を開催した当時としては、世界中に数あるサーキットの中ではごく平均的なものであった。
この当時のスタート時の並びは後年のような2-2-2（2列縦列）ではなく、4-3-4（最前列に4台、次列に3台、以降繰り返し）であった。24台が参戦し、21台が決勝に出走した。
結果は、アルファロメオのティーポ158に搭乗したこの年の王者でもあるジュゼッペ・ファリーナが1分50秒8で獲得した予選1位から勝利を収め、記念すべきF1初レースの優勝者として名前を残している。2位は同じくアルファロメオのルイジ・ファジオーリ、3位にはこれまたアルファロメオのレグ・パーネルが入賞し、1位から3位までが全てアルファロメオのティーポ158が占めた。
また、F1世界選手権開催を記念して、英王室から当時の国王ジョージ6世とエリザベス皇后、マーガレット王女の計3人が観覧に訪れた。ピットも同様だったが、鉄パイプとビニールシートから急遽建造された、マーシャル小屋と見紛う一坪ほどのロイヤルボックスからレースを観戦したが、平坦なシルバーストン・サーキットは床高1メートル弱であるこの急造ロイヤルボックスでも十分に一望できたという。前座レースのF3レースが行われたあと国王夫妻はコースをゆっくり1周し、その後F1のスタートが切られた。レース終了後、優勝したジュゼッペ・ファリーナを祝福、ジョージ6世自らが優勝トロフィーを授与した。

## エントリーリスト
| No       | ドライバー                       | チーム                                 | コンストラクター | シャシー                | エンジン                       | タイヤ |
| -------- | -------------------------------- | -------------------------------------- | ---------------- | ----------------------- | ------------------------------ | ------ |
| 1        | ファン・マヌエル・ファンジオ     | アルファロメオ SpA                     | アルファロメオ   | アルファロメオ・158     | アルファロメオ 159 LBC 1.5 L8s | P      |
| 2        | ジュゼッペ・ファリーナ           | アルファロメオ SpA                     | アルファロメオ   | アルファロメオ・158     | アルファロメオ 159 LBC 1.5 L8s | P      |
| 3        | ルイジ・ファジオーリ1            | アルファロメオ SpA                     | アルファロメオ   | アルファロメオ・158     | アルファロメオ 159 LBC 1.5 L8s | P      |
| 4        | レグ・パーネル                   | アルファロメオ SpA                     | アルファロメオ   | アルファロメオ・158     | アルファロメオ 159 LBC 1.5 L8s | P      |
| 5        | デヴィッド・マレー               | スクーデリア・アンブロジアーナ         | マセラティ       | マセラティ・4CLT-48     | マセラティ 4 CL 1.5 L4s        | D      |
| 6        | デヴィッド・ハンプシャー         | スクーデリア・アンブロジアーナ         | マセラティ       | マセラティ・4CLT-48     | マセラティ 4 CL 1.5 L4s        | D      |
| 8        | レスリー・ジョンソン             | T.A.S.O. マシソン                      | ERA              | ERA E                   | ERA 1.5 L6s                    | D      |
| 9        | ピーター・ウォーカー2            | ピーター・ウォーカー                   | ERA              | ERA E                   | ERA 1.5 L6s                    | D      |
| 10       | ジョー・フライ3                  | ジョー・フライ                         | マセラティ       | マセラティ・4CL         | マセラティ 4 CL 1.5 L4s        | D      |
| 11       | カス・ハリソン                   | カス・ハリソン                         | ERA              | ERA B                   | ERA 1.5 L6s                    | D      |
| 12       | ボブ・ジェラード                 | ボブ・ジェラード                       | ERA              | ERA B                   | ERA 1.5 L6s                    | D      |
| 14       | イブ・ジロー・カバントゥ         | オートモビルズ・タルボ＝ダラック       | タルボ・ラーゴ   | タルボ・ラーゴ・T26C-DA | タルボ 23CV 4.5 L6             | D      |
| 15       | ルイ・ロジェ                     | オートモビルズ・タルボ＝ダラック       | タルボ・ラーゴ   | タルボ・ラーゴ・T26C    | タルボ 23CV 4.5 L6             | D      |
| 16       | フィリップ・エタンセラン         | オートモビルズ・タルボ＝ダラック       | タルボ・ラーゴ   | タルボ・ラーゴ・T26C    | タルボ 23CV 4.5 L6             | D      |
| 17       | ユージェン・マルタン             | オートモビルズ・タルボ＝ダラック       | タルボ・ラーゴ   | タルボ・ラーゴ・T26C-DA | タルボ 23CV 4.5 L6             | D      |
| 18       | ジョニー・クレエ                 | エキュリー・ベルゲ                     | タルボ・ラーゴ   | タルボ・ラーゴ・T26C    | タルボ 23CV 4.5 L6             | D      |
| 19       | ルイ・シロン                     | オフィシーネ・アルフィエリ・マセラティ | マセラティ       | マセラティ・4CLT-48     | マセラティ 4 CL 1.5 L4s        | P      |
| 20       | トゥーロ・デ・グラッフェンリート | エンリコ・プラーテ                     | マセラティ       | マセラティ・4CLT-48     | マセラティ 4 CL 1.5 L4s        | P      |
| 21       | プリンス・ビラ                   | エンリコ・プラーテ                     | マセラティ       | マセラティ・4CLT-48     | マセラティ 4 CL 1.5 L4s        | P      |
| 22       | フェリーチェ・ボネット           | スクーデリア・ミラノ                   | マセラティ       | マセラティ・4CLT-50     | マセラティ 4 CL 1.5 L4s        | P      |
| 23       | ジョー・ケリー                   | ジョー・ケリー                         | アルタ           | アルタ・GP              | アルタ 1.5 L4s                 | D      |
| 24       | ジェフ・クロズリー               | ジェフ・クロズリー                     | アルタ           | アルタ・GP              | アルタ 1.5 L4s                 | D      |
| 26       | レイモンド・メイズ4              | レイモンド・メイズ                     | ERA              | ERA D                   | ERA 1.5 L6s                    | D      |
| Sources: |                                  |                                        |                  |                         |                                |        |

^1 - ルイジ・ファジオーリはアルファロメオ3番車で予選と決勝70ラップを走行した。ジャンバティスタ・ギドッティも同車のドライバーとしてエントリーしたが、ドライブすることは無かった。
^2 - ピーター・ウォーカーはERA9番車で予選と決勝2ラップを走行した。トニー・ロルトが引き継いで3ラップを走行した。
^3 - ジョー・フライはマセラティ10番車で予選と決勝45ラップを走行した。ブライアン・ショウ＝テイラーが引き継いで19ラップを走行した。
^4 - イベント前にエントリーをキャンセルした。

## 予選
| 順位 | No | ドライバー                         | チーム         | ラップタイム | 差     |
| ---- | -- | ---------------------------------- | -------------- | ------------ | ------ |
| 1    | 2  | ジュゼッペ・ファリーナ             | アルファロメオ | 1'50.8       | -      |
| 2    | 3  | ルイジ・ファジオーリ               | アルファロメオ | 1'51.0       | + 0.2  |
| 3    | 1  | ファン・マヌエル・ファンジオ       | アルファロメオ | 1'51.0       | + 0.2  |
| 4    | 4  | レグ・パーネル                     | アルファロメオ | 1'52.2       | + 1.4  |
| 5    | 21 | プリンス・ビラ                     | マセラティ     | 1'52.6       | + 1.8  |
| 6    | 14 | イブ・ジロー・カバントゥ           | タルボ・ラーゴ | 1'53.4       | + 2.6  |
| 7    | 17 | ユージェン・マルタン               | タルボ・ラーゴ | 1'55.4       | + 4.6  |
| 8    | 20 | エマヌエル・ド・グラッフェンリード | マセラティ     | 1'55.8       | + 5.0  |
| 9    | 15 | ルイ・ロジェ                       | タルボ・ラーゴ | 1'56.0       | + 5.2  |
| 10   | 9  | ピーター・ウォーカー               | ERA            | 1'56.6       | + 5.8  |
| 11   | 19 | ルイ・シロン                       | マセラティ     | 1'56.6       | + 5.8  |
| 12   | 8  | レスリー・ジョンソン               | ERA            | 1'57.4       | + 6.6  |
| 13   | 12 | ボブ・ジェラード                   | ERA            | 1'57.4       | + 6.6  |
| 14   | 16 | フィリップ・エタンセラン           | タルボ・ラーゴ | 1'57.8       | + 7.0  |
| 15   | 11 | カス・ハリソン                     | ERA            | 1'58.4       | + 7.6  |
| 16   | 6  | デヴィッド・ハンプシャー           | マセラティ     | 2'01.0       | + 10.2 |
| 17   | 24 | ジェフ・クロズリー                 | アルタ         | 2'02.6       | + 11.8 |
| 18   | 5  | デヴィッド・マレー                 | マセラティ     | 2'05.6       | + 14.8 |
| 19   | 23 | ジョー・ケリー                     | アルタ         | 2'06.2       | + 15.4 |
| 20   | 10 | ジョー・フライ                     | マセラティ     | 2'07.0       | + 16.2 |
| 21   | 18 | ジョニー・クレエ                   | タルボ・ラーゴ | 2'08.8       | + 18.0 |

## 決勝
| 順位 | No | ドライバー                                  | チーム         | 周回 | タイム/リタイア原因 | グリッド | ポイント |
| ---- | -- | ------------------------------------------- | -------------- | ---- | ------------------- | -------- | -------- |
| 1    | 2  | ジュゼッペ・ファリーナ                      | アルファロメオ | 70   | 2:13'23.6           | 1        | 9        |
| 2    | 3  | ルイジ・ファジオーリ                        | アルファロメオ | 70   | + 2.6               | 2        | 6        |
| 3    | 4  | レグ・パーネル                              | アルファロメオ | 70   | + 52.0              | 4        | 4        |
| 4    | 14 | イブ・ジロー・カバントゥ                    | タルボ・ラーゴ | 68   | + 2 Laps            | 6        | 3        |
| 5    | 15 | ルイ・ロジェ                                | タルボ・ラーゴ | 68   | + 2 Laps            | 9        | 2        |
| 6    | 12 | ボブ・ジェラード                            | ERA            | 67   | + 3 Laps            | 13       |          |
| 7    | 11 | カス・ハリソン                              | ERA            | 67   | + 3 Laps            | 15       |          |
| 8    | 16 | フィリップ・エタンセラン                    | タルボ・ラーゴ | 65   | + 5 Laps            | 14       |          |
| 9    | 6  | デヴィッド・ハンプシャー                    | マセラティ     | 64   | + 6 Laps            | 16       |          |
| 10   | 10 | ジョー・フライ ブライアン・ショウ・テイラー | マセラティ     | 64   | + 6 Laps            | 20       |          |
| 11   | 18 | ジョニー・クレエ                            | タルボ・ラーゴ | 64   | + 6 Laps            | 21       |          |
| Ret  | 1  | ファン・マヌエル・ファンジオ                | アルファロメオ | 62   | オイル漏れ          | 3        |          |
| NC   | 23 | ジョー・ケリー                              | アルタ         | 57   | Not classified      | 19       |          |
| Ret  | 21 | プリンス・ビラ                              | マセラティ     | 49   | 燃料切れ            | 5        |          |
| Ret  | 5  | デヴィッド・マレー                          | マセラティ     | 44   | エンジン            | 18       |          |
| NC   | 24 | ジェフ・クロズリー                          | アルタ         | 43   | Not classified      | 17       |          |
| Ret  | 20 | エマヌエル・ド・グラッフェンリード          | マセラティ     | 36   | エンジン            | 8        |          |
| Ret  | 19 | ルイ・シロン                                | マセラティ     | 26   | クラッチ            | 11       |          |
| Ret  | 17 | ユージェン・マルタン                        | タルボ・ラーゴ | 8    | 油圧                | 7        |          |
| Ret  | 9  | ピーター・ウォーカー トニー・ロルト         | ERA            | 5    | ギアボックス        | 10       |          |
| Ret  | 8  | レスリー・ジョンソン                        | ERA            | 2    | コンプレッサー      | 12       |          |

*Ret:リタイア、NC:周回数不足

## 記録
- ポールポジション: ジュゼッペ・ファリーナ - 1'50.8
- ファステストラップ: ジュゼッペ・ファリーナ - 1'50.6
- ラップリーダー:
  - ジュゼッペ・ファリーナ (1-9周目, 16-37周目, 39-70周目)
  - ルイジ・ファジオーリ (10-15周目)
  - ファン・マヌエル・ファンジオ (38周目)
- 車両共有ドライバー
  - Car #10: ジョー・フライ (スタートから45周) , ブライアン・ショー・テイラー (19周)
  - Car #9: ピーター・ウォーカー (2周) , トニー・ロルト (3周)

## 第1戦終了時点でのランキング
| 順位 | ドライバー               | ポイント |
| ---- | ------------------------ | -------- |
| 1    | ジュゼッペ・ファリーナ   | 9        |
| 2    | ルイジ・ファジオーリ     | 6        |
| 3    | レグ・パーネル           | 4        |
| 4    | イブ・ジロー・カバントゥ | 3        |
| 5    | ルイ・ロジェ             | 2        |

- 注：トップ5のみ表示。ベスト4戦のみがカウントされる。

## 参照
1. ↑  “1950 British Grand Prix - Race Entries”.   manipef1.com. 2012年5月19日時点のオリジナルよりアーカイブ。2013年10月4日閲覧。
2. ↑  “1950 British GP - Entry List”.   chicanef1.com. 2013年10月4日閲覧。
3. ↑  “Britain 1950 - Race entrants”.   statsf1.com. 2014年1月7日閲覧。
4. 1 2  “British Grand Prix 1950 - Results”.  ESPN F1. 2014年1月7日閲覧。
5. ↑  “Britain 1950 - Result”.   statsf1.com. 2013年10月4日閲覧。

Unless otherwise indicated, all race results are taken from “The Official Formula 1 website”. 2007年6月29日時点のオリジナルよりアーカイブ。2007年6月5日閲覧。
|                                   | FIA F1世界選手権 1950年シーズン   | 次戦 1950年モナコグランプリ       |
|                                   | イギリスグランプリ                | 次回開催 1951年イギリスグランプリ |
| 前回開催 1949年イタリアグランプリ | ヨーロッパグランプリ (冠大会時代) | 次回開催 1951年フランスグランプリ |